# Божак
Божа́к (болг. Божак) — село в Кирджалійській області Болгарії. Входить до складу общини Кирджалі.

## Населення
За даними перепису населення 2011 року у селі проживали 37 осіб.
Розподіл населення за віком у 2011 році:
Динаміка населення: